# Детье, Эмиль
Эмиль Жан Жозеф Детье (фр. Emile Jean Joseph Dethier; 27 ноября 1849, Льеж — 21 сентября 1933, Льеж) — бельгийский органист и композитор.
Окончил Льежскую консерваторию, ученик Этьенна Субра и Теодора Раду. В 1877 году принял участие в конкурсе на соискание Римской премии с кантатой «Колокол Роланд» (фр. La Cloche Roland), был удостоен почётного отзыва жюри (лауреатом стал Эдгар Тинель).
На протяжении многих лет органист льежской церкви Святого Иакова и церкви Большой семинарии в Льеже. Возглавлял льежское отделение Общества Святого Григория (фр. Société Saint-Grégoire) — хорового общества, нацеленного на развитие и популяризацию церковного пения.
Автор многочисленных мотетов, двух Реквиемов, 16 Miserere и т. д.
Отец семерых детей, ставших музыкантами. Из них наиболее известны сыновья Гастон и Эдуар, бо́льшую часть карьеры проведшие в США.